# Teleschi
Teleschiul este un mijloc de transport motorizat, ghidat mecanic, cel mai des utilizat în aer liber și conceput special pentru a depăși panta unui teren sau un obstacol în general natural.
Pentru a urca pârtia, vehiculele unui teleschi (aparat, scaune, cabine, trenuri, stâlpi) folosesc tracțiune prin cablu (vorbim de transport pe cablu) sau folosesc un cremalier. Ei funcționează pe propriul site, ghidați de o infrastructură de linie care poate fi formată din cabluri aeriene sau șinele unei căi ferate. Banda transportoare este o carcasă specială, este un transport prin instalație fixă, care nu se bazează pe principiul rackului și nici pe cel al tracțiunii prin cablu.
În ciuda acestui nume, deși lucrează doar în ascensiune pentru teleschiuri și sunt mai des utilizate ca atare pentru a ridica schiori pe munte, cele mai multe dintre ele pot fi folosite și în jos.

## Localizare

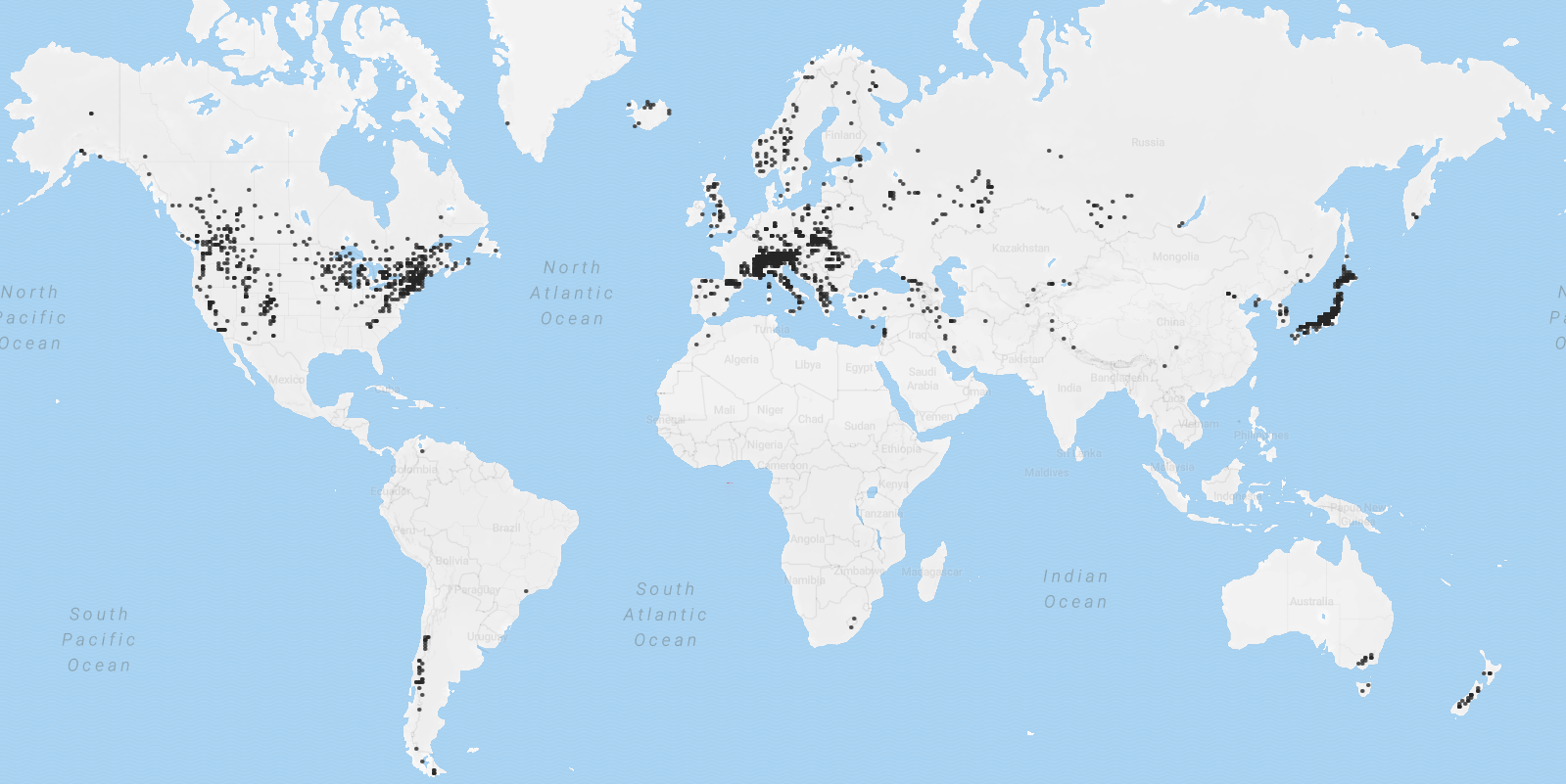
Harta stațiunilor de schi din lume

Teleschiul este construit atât pe emisfera nordică cât și pe cea de sud.
Locații extreme ale teleschiurilor:
- Cel mai nordic este aproape Tromsø, Norvegia
- Cel mai sudic este aproape de Ushuaia, Argentina
- Cel mai apropiat de ecuator din nord este aproape de Liang, China
- Cel mai apropiat de ecuator de la sud este aproape de Mahlasela, Lesotho.

## Legături externe
- Materiale media legate de teleschi la Wikimedia Commons